# Keskus
Keskus (en français : centre) est le quartier numéro 2 et une zone statistique de Lappeenranta en Finlande.

## Présentation
Le quartier est au nord de Linnoitus, le quartier de la forteresse.
Comme l'indique son nom, il forme le centre ville,.

## Lieux et monuments
Parmi les monuments remarquable, citons :
- Église de Lappee.
- Keskuspuisto
- Mairie de Lappeenranta
- Maison Wolkoff
- Maison Tasihin